# Violone
Il violone è uno strumento musicale antico del gruppo dei cordofoni, appartiene alla famiglia degli strumenti ad arco ed alla sottofamiglia delle viole. Con questo termine nei secoli XV - XVIII venivano identificati vari strumenti musicali di questo tipo.

## Significati del termine
In genere col termine violone si identificano strumenti antichi con tagli a "C", accordati per intervalli di quarta e terza, con corde in numero variabile da tre, a sei-sette o più. Nella sottofamiglia delle viole, il violone è quello che ha le maggiori dimensioni e che possiede la tessitura più grave. È uno strumento a sei corde (anche se esistono alcuni modelli che hanno 5 o più raramente 4 corde) con tasti, accordato in genere una quinta o un'ottava sotto il basso di viola. Il violone può essere definito uno strumento contrabbasso perché la sua tessitura comprende suoni più gravi di quelli della tessitura del basso di una famiglia di strumenti.

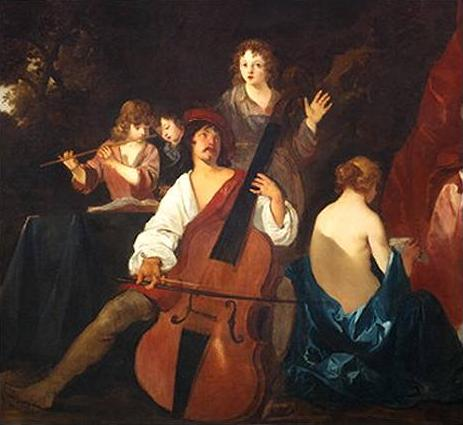
Violone (contrabbasso di viola da gamba) in un dipinto di Peter Lely, 1640-50 circa

Il termine violone è in alcuni casi utilizzato per riferirsi al moderno contrabbasso, ibrido fra la famiglia della viola da gamba e quella del violino: infatti il contrabbasso ha le spalle spioventi, il fondo nella maggior parte dei casi è bombato e l'accordatura è assai spesso (ma non sempre) realizzata per quarte anziché quinte. Ma il contrabbasso, a differenza dell'originario violone (e similmente al violino), è uno strumento senza 'tasti'.
Inoltre con questo termine nei secoli XV - XVIII venivano identificati vari strumenti musicali di questo tipo, e gli studiosi pensano inoltre che in Italia, fino al XVIII secolo, con la dicitura violone ci si riferisse agli antenati del violoncello.

## Storia
Dopo il declino degli altri strumenti della famiglia della viola da gamba, il violone continuò ad avere il suo posto nella musica orchestrale e, per esempio, Bach compose delle cantate in cui, al basso, era previsto il violone quale strumento di contrabbasso. Esso venne poi soppiantato in orchestra dal contrabbasso.

## Uso
Il violone compare di solito in luogo del contrabbasso in ensemble musicali che suonano musica antica con un repertorio che copre il periodo rinascimentale e proto-barocco. Soltanto un numero molto ridotto di musicisti si specializza in questo strumento. Normalmente, in concerto si preferisce usare riproduzioni moderne piuttosto che originali esemplari antichi.

## Compositori
Tra i compositori di brani per violone troviamo Giovannino del Violone.